# Долина (Саратовская область)
Долина — село в Фёдоровском районе Саратовской области, административный центр Долинского муниципального образования.
Основано как немецкая колония Шёнталь в 1857 году
Население - 1459 (2010).

## История
Основано в 1857 году переселенцами из правобережных немецких колоний Побочная, Куттер, Шиллинг, Ягодная Поляна. Колония входила в состав Ерусланского колонистского округа, впоследствии Верхне-Ерусланской волости Новоузенского уезда Самарской губернии. Колония имела лютеранскую церковь и реформатский молельный дом, относилась к лютеранскому приходу Шёндорф, с 1905 года - Шёнталь.
В 1857 году за колонией было закреплено 6405 десятин земли. В 1877 году 49 человек выехало в Америку.
С 1918 года село входило в Ерусланского (Лангенфельдского) района, с 1922 года Краснокутского кантона Трудовой коммуны немцев Поволжья (с 1924 года - АССР немцев Поволжья).
В голод в Поволжье в селе родилось 106 человек, умерли 367.
В 1926 году в селе имелись кооперативная лавка, сельскохозяйственное кредитное товарищество, начальная школа, изба-читальня, сельсовет. В 1930 году организована МТС, открыта ремонтная мастерская. До 1927 года параллельно использовалось два названия: русское Долинское и немецкое Шёнталь. В 1927 году постановлением ВЦИК "Об изменениях в административном делении Автономной С.С.Р. Немцев Поволжья и о присвоении немецким селениям прежних наименований, существовавших до 1914 года" селу Долинское Краснокутского кантона присвоено название Шёнталь
28 августа 1941 года был издан Указ Президиума ВС СССР о переселении немцев, проживающих в районах Поволжья. Немецкое население депортировано, село, как и другие населённые пункты Краснокутского кантона включено в состав Саратовской области.  Впоследствии переименовано в село Долина. В 1954 году в селе был создан зерновой совхоз им. Н.Г. Чернышевского, люди приезжали на эти земли как на целинные.

## Физико-географическая характеристика
Село расположено в Низком Заволжье, в пределах Сыртовой равнины, относящейся к Восточно-Европейской равнине, на правом берегу реки Еруслан, на высоте 63 метра над уровнем моря. Напротив расположено село Михайловка. Ближайшее село в Краснокутском районе — Репное. В балке к югу от села имеется пруд. Рельеф — полого-увалистый. Почвы тёмно-каштановые.
По автомобильным дорогам расстояние до районного центра посёлка Мокроус — 18 км, до областного центра города Саратов — 120 км, до ближайшего города Красный Кут — 46 км
Климат
Климат умеренный континентальный (согласно классификации климатов Кёппена — Dfa). Среднегодовая температура воздуха положительная и составляет + 6,3 °C. Средняя температура января — 10,8 °С, июля + 22,8 °С. Многолетняя норма осадков — 415 мм. В течение года количество выпадающих осадков распределено относительно равномерно: наименьшее количество осадков выпадает в марте (23 мм), наибольшее — в июне (44 мм).
Часовой пояс
Долина, как и вся Саратовская область, находится в часовой зоне МСК+1. Смещение применяемого времени относительно UTC составляет +4:00.

## Население
| 1987  | 2002 |
| ----- | ---- |
| ≈1300 | 1680 |

| 1859  | 1872  | 1883  | 1889  | 1897  | 1905  | 1910  |
| ----- | ----- | ----- | ----- | ----- | ----- | ----- |
| 873   | ↗1250 | ↗1453 | ↗1652 | ↗2037 | ↗2728 | ↗2897 |
| 1920  | 1922  | 1923  | 1926  | 1931  | 2002  | 2010  |
| ↘2573 | ↘1990 | ↘1708 | ↗1981 | ↗2498 | ↘1682 | ↘1459 |

Национальный состав
В 1931 году немцы составляли около 98 % населения села.